# Hillcrest, Illinois
Hillcrest är en ort (village) i Ogle County i Illinois. Vid 2010 års folkräkning hade Hillcrest 1 326 invånare.